# Parc de la Gaudinière
Le parc de la Gaudinière est un jardin paysager de la ville de Nantes

## Situation et accès
Il est situé au nord de la ville dans le quartier Breil - Barberie, au niveau du pont du Cens, à la limite de la commune d‘Orvault.

## Origine du nom
Il remémore le château de la Gaudinière sur lequel il est installé.

## Historique
À l'origine, il constitue le parc privé du château de la Gaudinière qui le domine. 
À la fin du XVIIIe siècle, elle est la propriété du négociant Louis Chaurrand avant de passer entre plusieurs mains.
En 1857, le château et son parc passe au banquier J. Brousset, parent des Goüin précédemment propriétaires. Le parc de 8 hectares connaît alors des extensions et des embellissements notables avec le concours de l'architecte-paysagiste Provost. C'est en 1864 qu'est introduit et planté près du château un séquoia géant d'Amérique du Nord, dans la partie haute du parc qui atteint une superficie de 17 hectares en 1881.
En 1918, une autre famille de banquiers, les Belot, devient propriétaire du domaine, elle entreprend alors la restauration du parc avec l'aide des frères Lizé, horticulteurs-paysagistes nantais renommés.
En 1936, une grande partie du domaine est revendu et deux des trois parcelles furent rachetées par la Ville de Nantes : l'une devient un parc public, tandis que l'autre permit l'aménagement du cimetière du Pont du Cens. La troisième parcelle incluant le château sera vendu plus tard à la Fondation d'Auteuil (en 1942), puis à la Caisse régionale d'assurance maladie (en 1948) qui installera dans la bâtisse un centre de rééducation fonctionnelle. En 1992, la ville acquiert cette dernière parcelle avec le château.

## Description
Ce parc ouvert au public et d'une superficie de 12,5 ha est marqué par une forte déclivité entre les bords du Cens qui coule au nord et le château situé dans la partie sud. Le ruisseau de la Patouillerie le traverse du sud-ouest au nord-est et forme un vallon fortement marqué. Le petit étang compte de nombreux poissons, canards et cygnes.
Le parc possède l'une des cinq fontaines Wallace que compte la ville de Nantes.

## Galerie

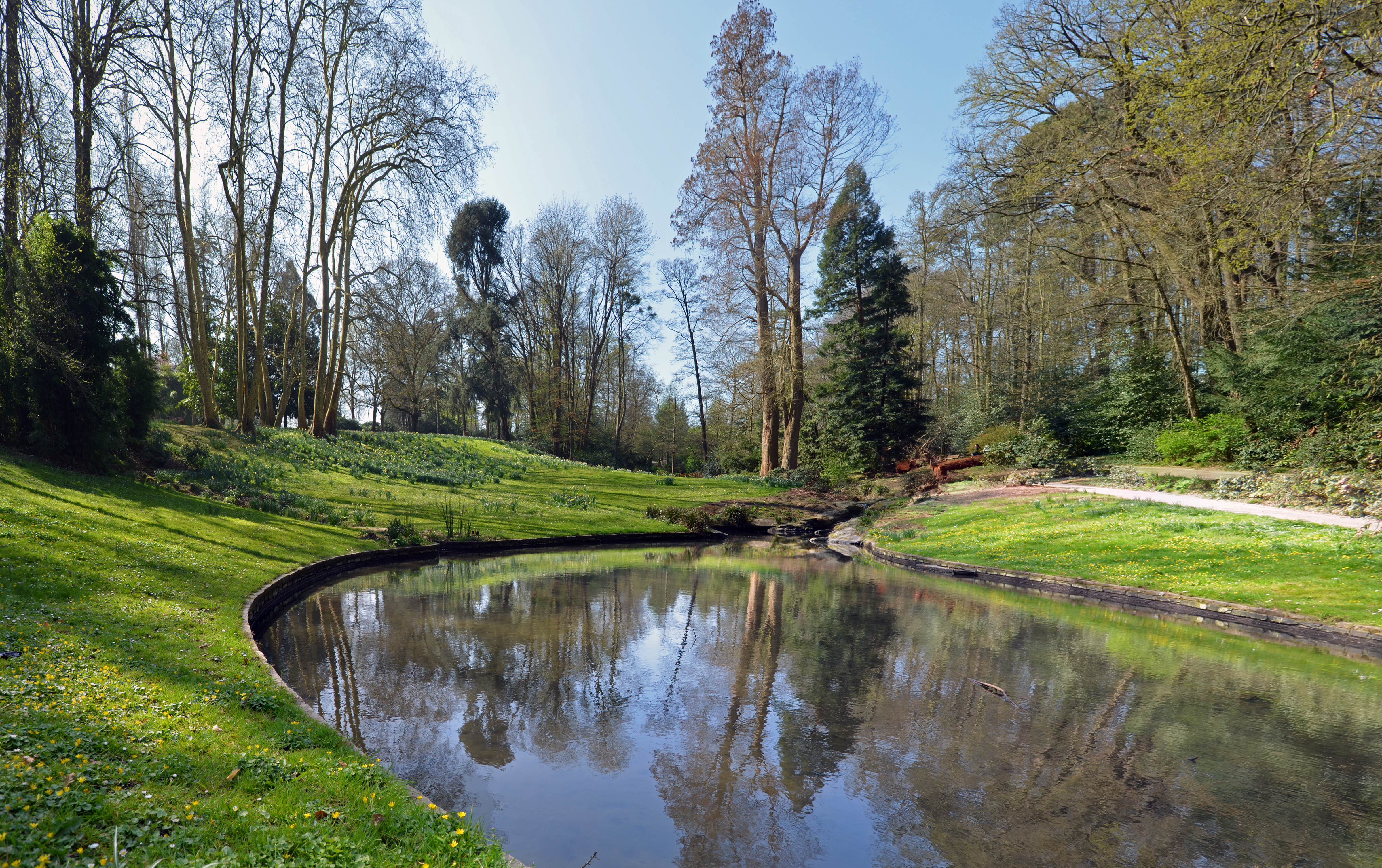
Vue du parc
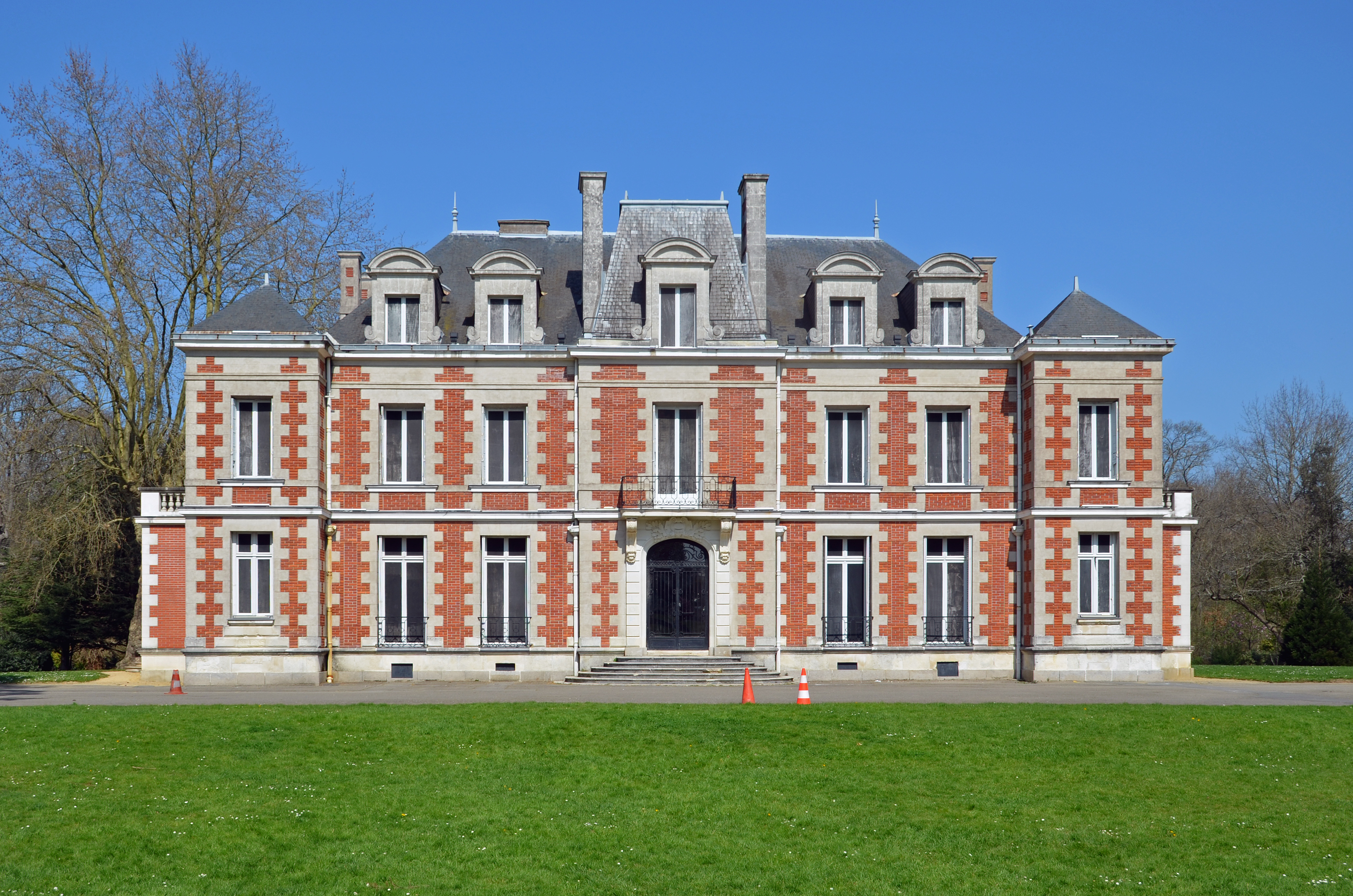
Façade sud du château
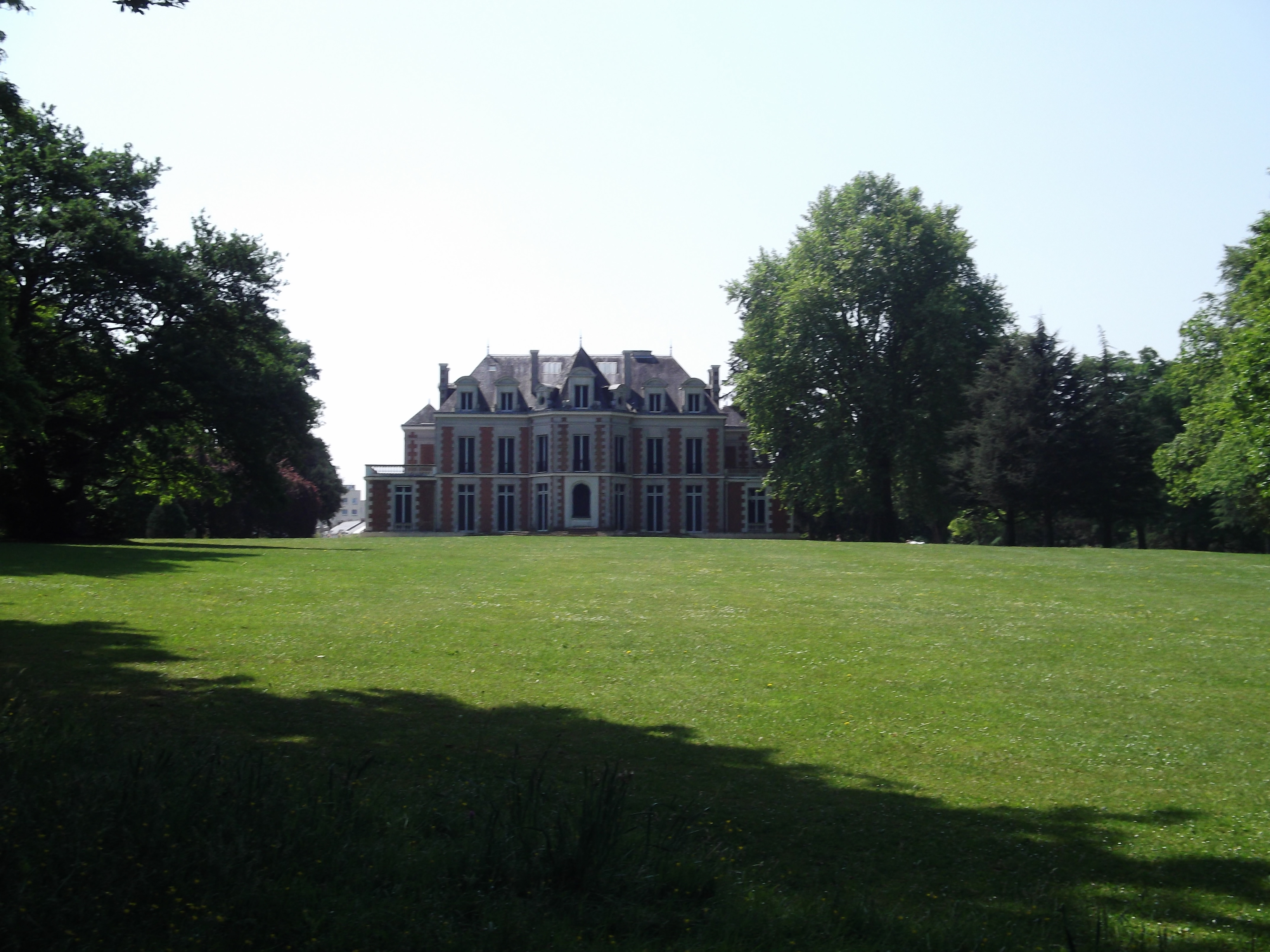
Façade nord
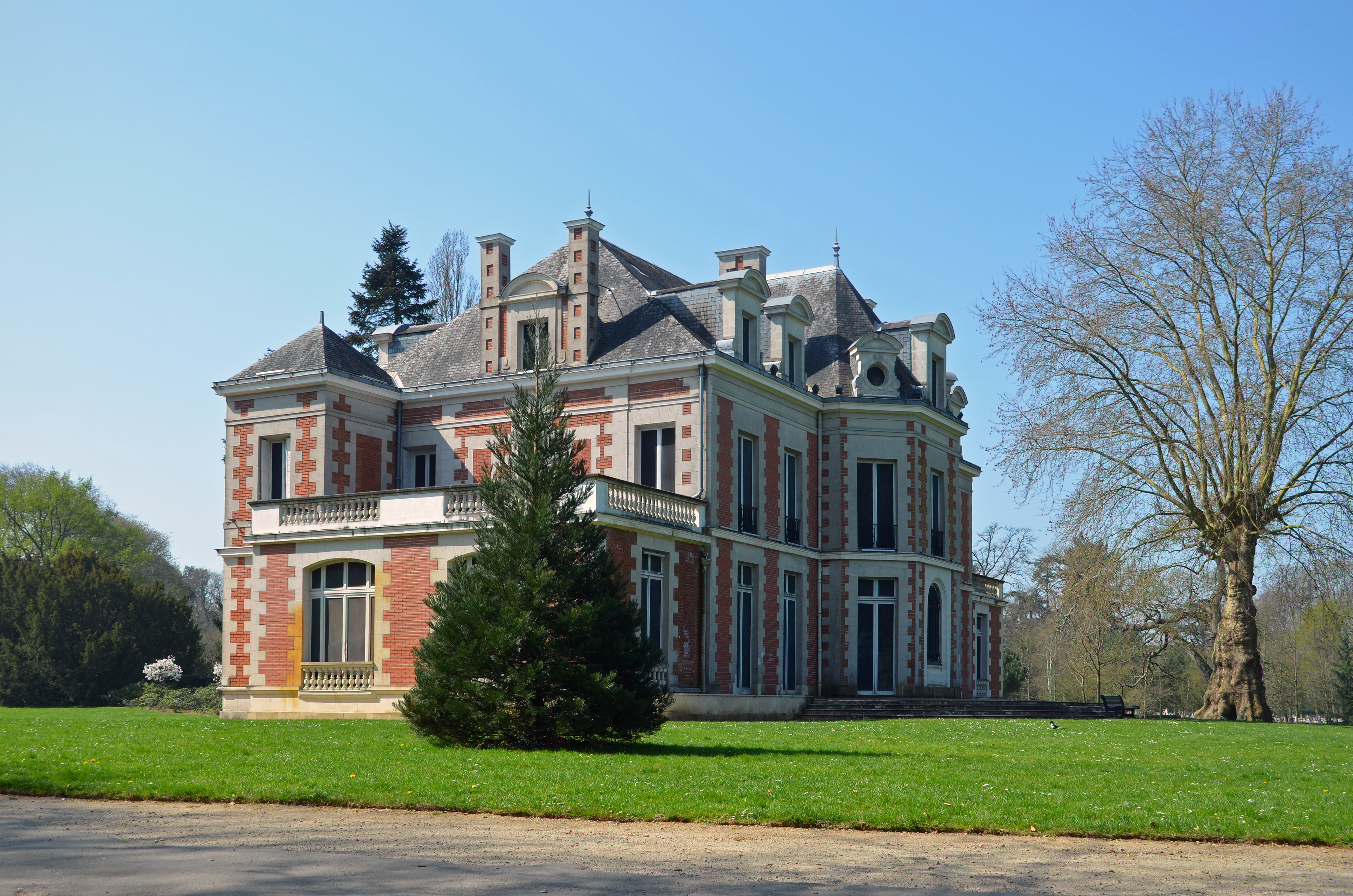
Façade est
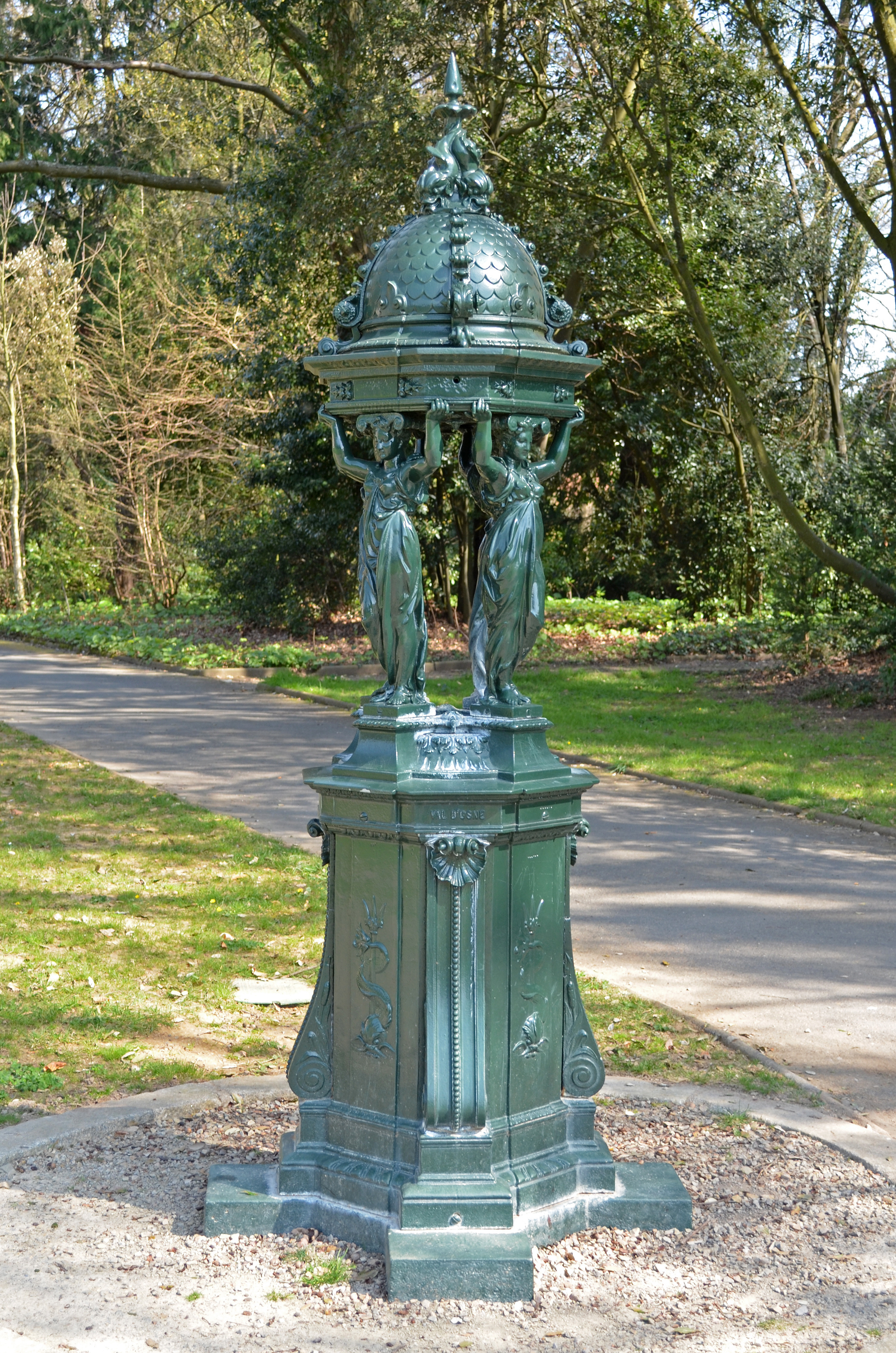
La fontaine Wallace du parc
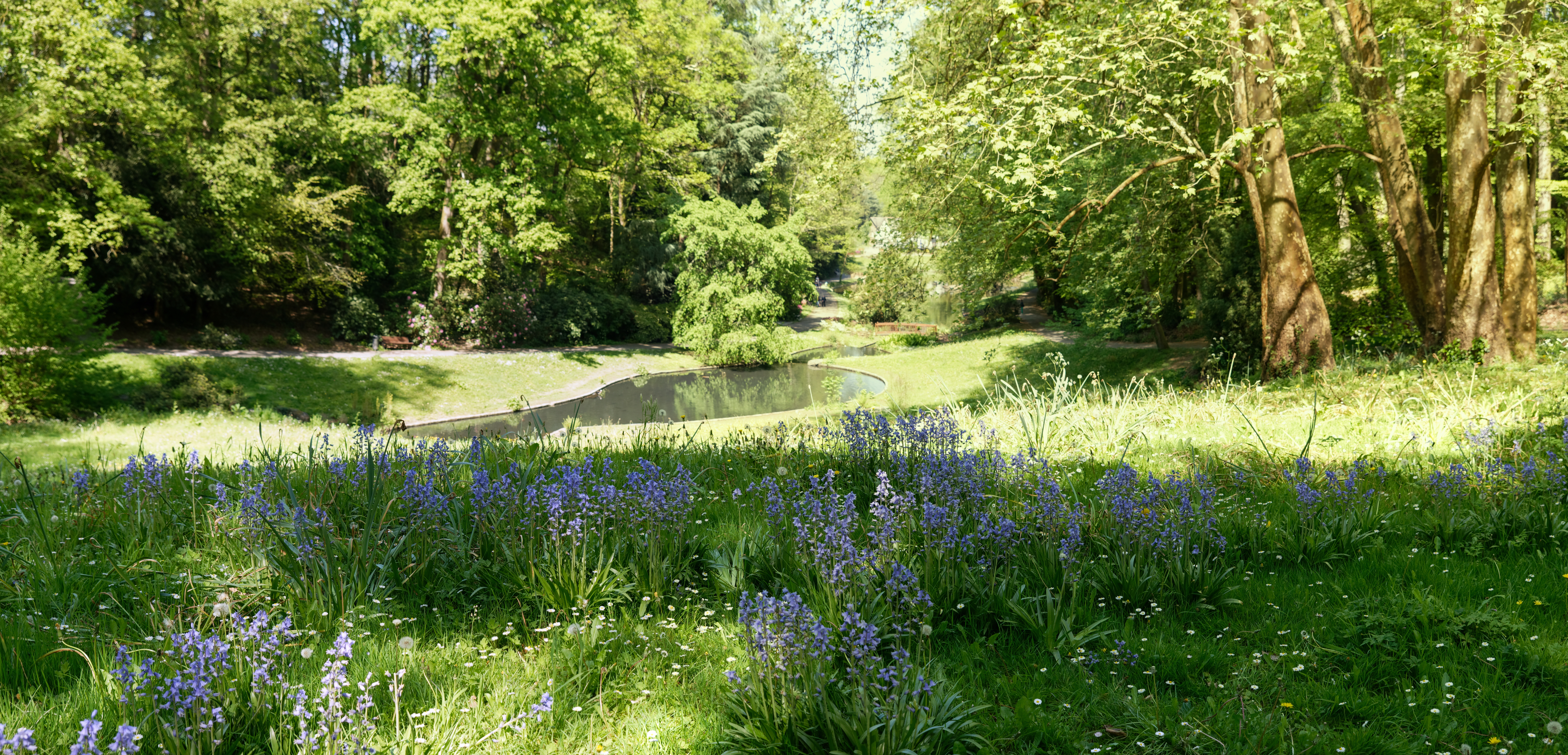
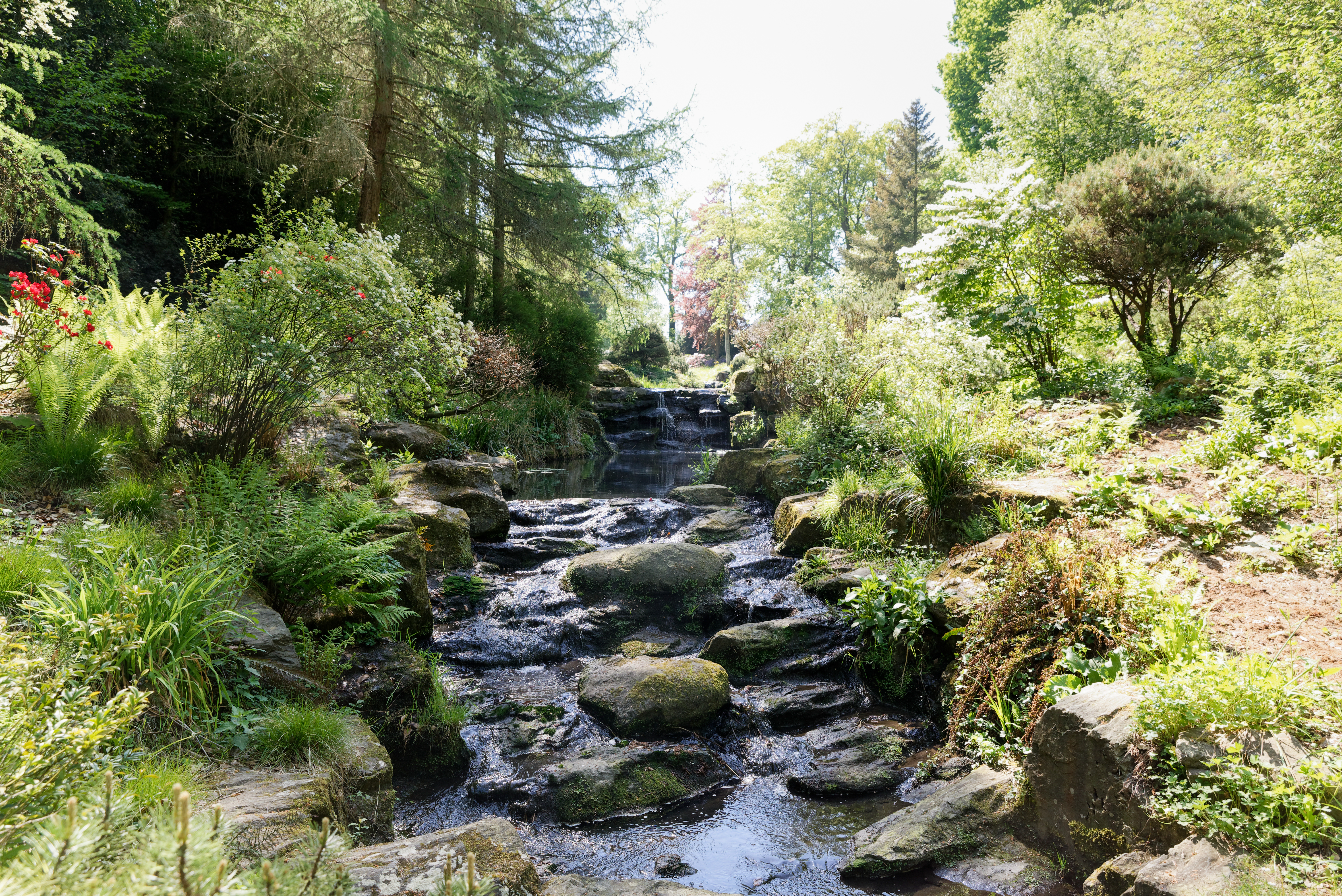
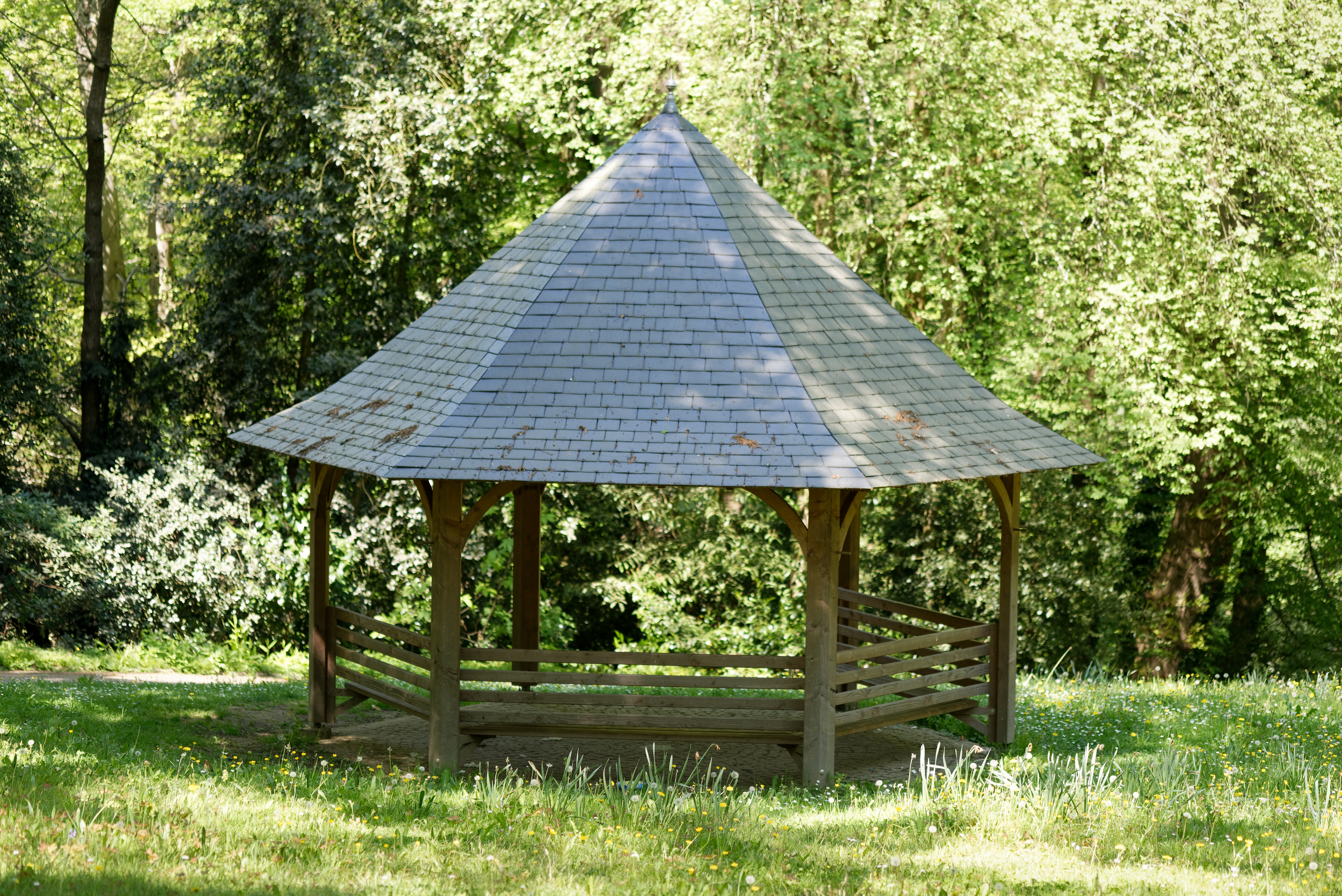